# Pedro Carlos Cavadas Rodríguez
Pedro Carlos Cavadas Rodríguez (València, 4 de novembre de 1965) és un cirurgià plàstic valencià que ha aconseguit fama internacional gràcies als seus èxits en trasplantaments i reconstruccions.

## Biografia
Es va llicenciar en Medicina el 1988 per la Universitat de València amb Esment d'Honor. Es va especialitzar en Cirurgia Plàstica i Reparadora com a Metge Intern Resident a l'Hospital La Fe de València i va obtenir el títol el 1995. Aquest mateix any va obtenir el grau de doctor per la Universitat de València, amb la qualificació d'Apte cum laude. Va completar la seva formació als Estats Units.
Després d'una etapa al Centre de Rehabilitació de Llevant i l'Hospital Clínic de València, va tornar a l'Hospital La Fe, amb estades temporals a Kenya, on ha creat una fundació de cirurgia reparadora.
El doctor Cavadas, segons ha reconegut ell mateix en diverses ocasions, s'havia convertit en el prototip de cirurgià ric i ambiciós. No obstant això, les seves estades a Kenya el van dur a canviar de vida i a crear la Fundació Pedro Cavadas, organització sense ànim de lucre que es dedica a cirurgia reconstructiva a l'Àfrica. La missió de la Fundació és, segons les seves pròpies paraules, "ajudar els que no poden triar i alhora retornar allò que ens ha estat donat".
Una de les seves pràctiques més polèmiques és per la seva afició a la caça. L'any 2013 va encerclar unes 50 hectàrees de finca que té al municipi de Requena, amb tanques de filferro, per a disparar amb arc i fletxes contra cervols.

## Fites
Entre els seus èxits professionals hi ha diversos casos de trasplantaments d'extremitats. Va ser el primer cirurgià que va trasplantar dues mans i que va convertir un braç dret en esquerre. Ha fet les intervencions següents:
- El març de 2004, va fer una operació pionera en què va mantenir viu un braç amputat en connectar-lo amb la venes i artèries de la cama de l'amputat durant nou dies i reimplantar-lo posteriorment.
- Al desembre de 2006 va fer un trasplantament de 2 mans i avantbraços a Alba Lucía, una dona colombiana de 47 anys que havia perdut les mans 23 anys abans, després d'una explosió en una classe de química, de manera que fou la primera dona del món trasplantada d'avantbraços, la setena persona del món i la primera a l'Estat espanyol.
- El març de 2007, va reimplantar una mà a un bebè de 2 anys.
- Al novembre de 2007 feu el setè trasplantament de mans i avantbraços del món i el segon a l'Estat espanyol, de manera que aquesta era la seva segona operació del mateix tipus.
- El març de 2008, feu el segon autotrasplantament creuat de braç del món. A més, va extirpar un tumor gegant toràcic extirpant nou costelles.
- Al maig de 2008, va reimplantar un braç amputat per quatre parts.
- A l'octubre de 2008, va fer el segon trasplantament a escala mundial de 2 braços sencers. També va extirpar un tumor desmoide gegantesc situat al tòrax a la filla d'un col·laborador d'Hugo Chávez.
- Al novembre de 2008, va reimplantar una cama al seu lloc original després d'haver-la implantat prèviament en l'engonal i a l'altra cama del pacient.
- L'agost de 2009 va dur a terme amb èxit el primer trasplantament de cara a l'Estat espanyol (el vuitè del món). A més, fou el primer trasplantament de cara que incloïa la llengua i la mandíbula.
- Al juliol de 2011 va fer el primer trasplantament simultani i bilateral de cames a escala mundial. {{format ref}} http://www.ncbi.nlm.nih.gov/pubmed/23433015 El restabliment d'ambdues cames va ser per sobre dels genolls. Encara que a l'any següent va caldre amputar-les de nou.
- El juny de 2012 va dirigir la reimplantació dels dos peus a un nen de 10 anys que havia sofert sengles amputacions de les cames a l'altura dels turmells.[6]
- Entre 2015 i 2016 feu diverses cirurgies a una dona marroquina aïllada socialment a causa d'un gran neurofibroma al rostre i va aconseguir reconstruir-lo després de l'extirpació.[7]
- El 2016 va aconseguir extirpar un tumor semimaligne gegant, situat a la base del crani, a un home de Kenya de 36 anys.[8]
- El 2018 va reimplantar la mà dreta amputada d'un marine nord-americà que portava unes 10 o 11 hores de isquemia.[9]

És autor, fins avui, de més de 120 publicacions internacionals i ha assistit i organitzat múltiples cursos de cirurgia reconstructiva, nacionals, estatals i internacionals. Va ser director de l'IX Congrés de la International Society of Hand and Composite Tissue Allotransplantation que va tenir lloc a València l'11 i 12 de setembre de 2009.

## Premis i reconeixements
- Premi Internacional FILACP de Residents, 1994.
- Premi Millor Resident de Microcirugía, Estats Units, 1995.
- Premi Protagonistes, 2007
- Doctor honoris causa de la Universitat Internacional Valenciana, València, 2012.
- Premi Iberoamericà Corts de Cadis de Cirurgia «Pedro Virgili», 2017.[10]